# Венинг-Мейнес (лунный кратер)
Кратер Венинг-Мейнес (лат. Vening Meinesz) — древний большой ударный кратер находящийся на экваторе на обратной стороне Луны. Название присвоено в честь нидерландского геофизика и геодезиста Феликса Андриса Венинга-Мейнеса (1887—1966) и утверждено Международным астрономическим союзом в 1970 г. Образование кратера относится к нектарскому периоду.

## Описание кратера

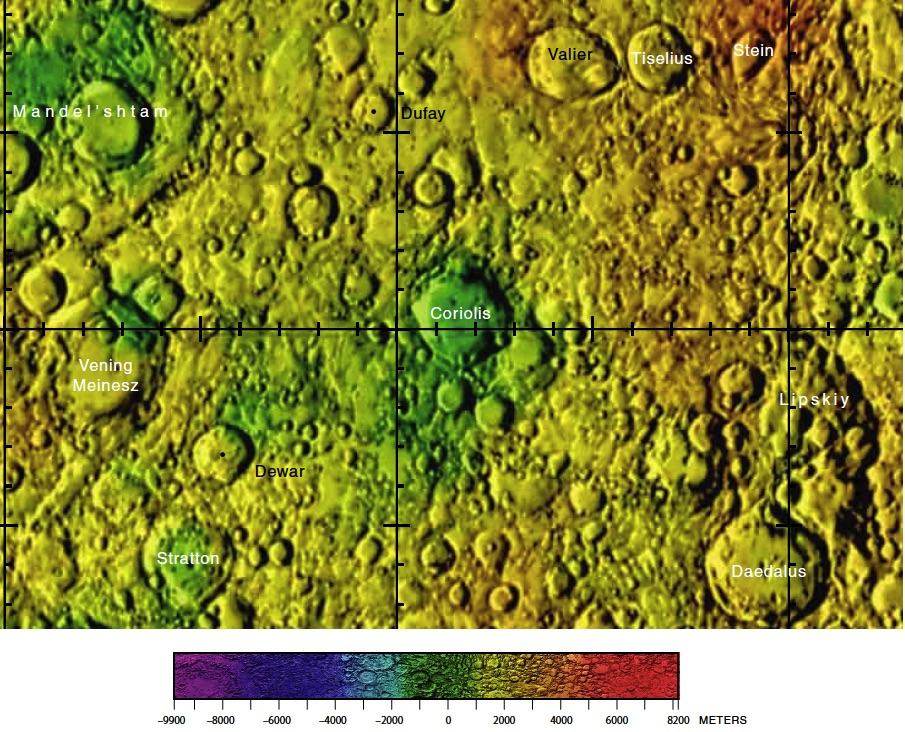
Окрестности кратера Венинг-Мейнес. Фрагмент карты обратной стороны Луны.

Ближайшими соседями кратера являются огромный кратер Мандельштам на севере, небольшой кратер Дюфе на северо-востоке, кратер Дьюар на юго-востоке, крупный кратер Страттон на юге-юго-востоке, огромный кратер Килер на юге, большой кратер Вентрис на юго-западе, крупный кратер Шлиман на западе-юго-западе. Селенографические координаты центра кратера 0°06′ ю. ш. 162°31′ в. д. / 0,1° ю. ш. 162,51° в. д., диаметр 88,7 км, глубина 4,0 км.
За время своего существования кратер значительно разрушен и перекрыт множеством импактов. Вал кратера перекрыт множеством мелких кратеров и, в северной части, сателлитным кратером Венинг-Мейнес Z (см. ниже). К северо-западной части кратера примыкает сателлитный кратер Венинг-Мейнес W, к северо-восточной — сателлитный кратер Венинг-Мейнес C. Высота вала кратера над окружающей местностью 1400 м, объем кратера составляет приблизительно 7200 км³. Дно чаши кратера плоское и ровное, испещрено множеством кратеров различного диаметра.

## Сателлитные кратеры
| Венинг-Мейнес | Координаты                                            | Диаметр, км |
| ------------- | ----------------------------------------------------- | ----------- |
| C             | 1°11′ с. ш. 163°50′ в. д. / 1,18° с. ш. 163,84° в. д. | 40,0        |
| Q             | 2°31′ ю. ш. 160°46′ в. д. / 2,52° ю. ш. 160,76° в. д. | 16,2        |
| T             | 0°17′ ю. ш. 159°14′ в. д. / 0,29° ю. ш. 159,24° в. д. | 15,6        |
| W             | 1°24′ с. ш. 161°01′ в. д. / 1,4° с. ш. 161,02° в. д.  | 36,9        |
| Z             | 0°48′ с. ш. 162°35′ в. д. / 0,8° с. ш. 162,58° в. д.  | 21,9        |

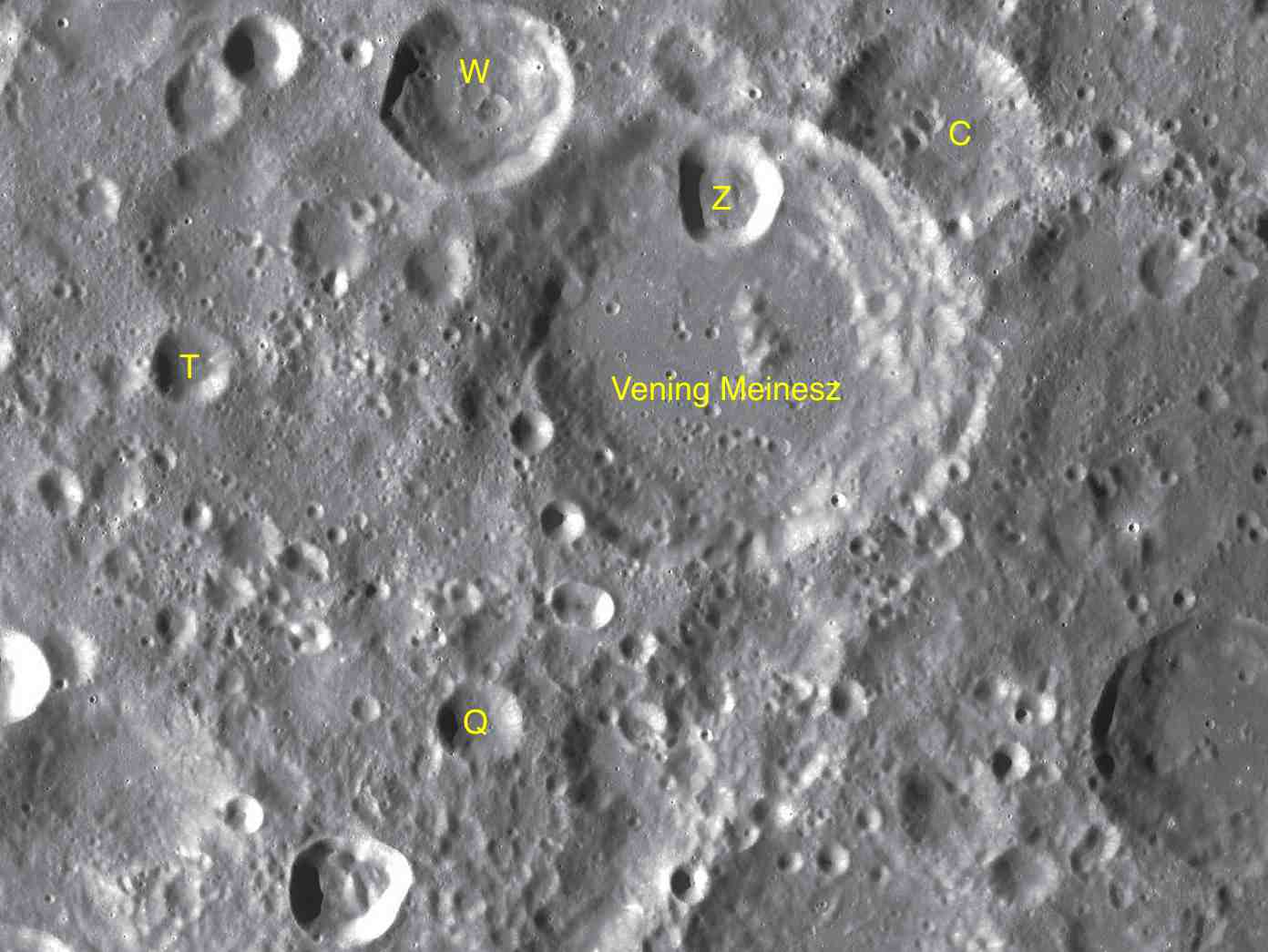
Фрагменты карт LAC-67, LAC-85.

- Образование сателлитного кратера Венинг-Мейнес W относится к позднеимбрийскому периоду[1].